# Saroumane
Saruman
Vous lisez un « bon article » labellisé en 2011.
Saruman (Saroumane dans la traduction de Francis Ledoux) est un personnage du légendaire de l'écrivain britannique J. R. R. Tolkien, apparaissant notamment comme antagoniste dans le roman Le Seigneur des anneaux. Il est le chef des Istari, les magiciens envoyés en Terre du Milieu par les Valar sous une forme humaine pour lutter contre Sauron. Gagné par la soif du pouvoir, Saroumane finit par faire alliance avec l'Ennemi. Il apparaît essentiellement dans le deuxième tome Les Deux Tours puis à la fin du troisième, Le Retour du roi. Son histoire avant la guerre de l'Anneau est brièvement racontée dans les romans posthumes Le Silmarillion et les Contes et légendes inachevés.
Saroumane est l'un des personnages du roman illustrant la corruption du pouvoir, son désir pour la connaissance et l'ordre précipitant sa chute. Il rejette la chance de rédemption qui lui est offerte. Le nom de « Saroumane » signifie « homme habile ». Il sert d'exemple de modernité et de technologie renversé par des forces plus proches de la nature. Le personnage apparaît dans presque toutes les adaptations du Seigneur des anneaux, ayant un rôle particulièrement développé dans les films de Peter Jackson, où il est joué par Christopher Lee.

## Histoire

### AvantLe Seigneur des anneaux
Les textes où l'histoire de Saroumane avant la guerre de l'Anneau est décrite ont été rédigés après le Seigneur des anneaux. Sa vie est brièvement présentée dans l'appendice B du roman, puis dans les textes du Silmarillion et des Contes et légendes inachevés.
Saroumane est un Maia. Il est l'un des cinq Istari (les Mages), dépêchés en Terre du Milieu par les Valar vers l'an mille du Troisième Âge, lui-même étant envoyé par le Vala Aulë. Il est alors « Saroumane le Blanc », chef des Istari. Il soutient initialement le Conseil Blanc dans ses actions contre la menace de Dol Guldur, mais succombe à la tentation de s'approprier l'Anneau unique, lui qui a étudié tous les textes concernant les Anneaux de Pouvoir.
Dès leur départ du Valinor, Saroumane jalouse Gandalf, d'autant plus quand il découvre que Gandalf possède un des trois anneaux des Elfes, offert par Círdan le Charpentier, à son arrivée sur la Terre du Milieu. Il ravale cependant sa jalousie et œuvre pendant de nombreuses années comme chef du Conseil Blanc, s'installant en Isengard, à l'extrême sud de la chaîne des Monts Brumeux, en l'an 2759 du Troisième Âge.
Néanmoins, fasciné par l'étude des Anneaux de Pouvoir, il constitue une proie idéale pour Sauron, qui utilise le palantír de Minas Morgul pour le corrompre et s'en faire un serviteur. Saroumane commence à héberger secrètement des Orques et des Uruk-hai en Isengard. Il procède à de sinistres croisements entre des humains et des Orques, afin d'obtenir des espions plus discrets que les Orques, les semi-orques, humanoïdes reconnaissables à leur peau olivâtre et leur regard bigleux. Vers l'an 3000, il commence à envoyer ses agents dans la Comté, tout d'abord pour acheter de l'herbe à pipe, puis pour recueillir des informations et espionner les Hobbits, voyant que Gandalf s'intéresse de près à ce peuple.

### DansLe Seigneur des anneaux

La Main Blanche, emblème de Saroumane

Saroumane apparaît pour la première fois dans La Fraternité de l'Anneau (1954), premier tome du Seigneur des anneaux. Le roman raconte la quête menée pour détruire l'Anneau unique, un objet puissant et maléfique créé par le Seigneur Sombre Sauron pour contrôler la Terre du Milieu. Sauron perd l'Anneau bien avant le début du roman, celui-ci étant désormais en possession du hobbit Frodon Sacquet du Comté.
Au début du premier tome, Gandalf, personnage déjà présent dans Le Hobbit, dit de Saroumane qu'il est « le chef de l’ordre auquel j’appartiens » et le chef du Conseil Blanc qui a chassé Sauron de la Forêt Noire à la fin du Hobbit. Gandalf ajoute que Saroumane a de grandes connaissances en ce qui concerne les Anneaux de Pouvoir.

« C'est le chef de l'ordre auquel j'appartiens, et c'est lui qui dirige le Conseil. Sa science est profonde, mais son orgueil a grandi avec elle, et il supporte mal l'ingérence des autres. La connaissance des anneaux elfiques, petits et grands, est son domaine. »

— Paroles de Gandalf, J. R. R. Tolkien, Le Seigneur des anneaux
Peu après, Gandalf fixe un rendez-vous à Frodon, en lui enjoignant de quitter la Comté. Cependant, le magicien ne vient pas. Il explique ensuite à Frodon qu'étant parti consulter Saroumane, ce dernier l'a retenu prisonnier en juillet 3018 T. A., à cause de son refus de se joindre à lui pour soutenir Sauron et peut-être le contrôler pour leurs propres objectifs. Saroumane lui a proposé de garder l'Anneau pour eux deux. Gandalf a été emprisonné en haut de la tour d'Orthanc, en Isengard. Là, Gandalf constate que Saroumane crée une armée d'Orques et de Wargs et que la belle vallée verdoyante de l'Isengard se remplit de forges. Saroumane, qui refuse son ancienne appellation de « Saroumane le Blanc », se qualifie désormais de « Saroumane aux Multiples Couleurs ». Cependant, grâce à l'aide du seigneur des Aigles, Gwaihir, Gandalf réussit à s'échapper d'Orthanc deux mois plus tard, sans avoir révélé l'emplacement de l'Anneau à Saroumane. N'ayant plus d'autre choix que de trouver lui-même l'Unique ou d'être vaincu, Saroumane envoie des espions massivement dans le nord, tout en ralliant à lui les hommes de la Dunlande, ennemis ancestraux des Rohirrim, dans ses projets de conquête.
Au début des Deux Tours (1954), des Orques envoyés par Saroumane sont à la recherche des hobbits de la Fraternité de l'Anneau. Ils capturent Merry et Pippin. Ces derniers parviennent à s'échapper dans la forêt de Fangorn, où ils sont recueillis par les Ents, en colère car Saroumane coupe les arbres de la forêt pour alimenter les feux de l'Isengard.
Pendant ce temps, Saroumane planifie son invasion du Rohan : deux batailles aux gués de l'Isen, frontière entre l'Isengard et le Rohan, lui permettent de forcer ce point stratégique pour la conquête de ce pays, en éliminant de surcroît Théodred, fils du roi Théoden du Rohan, l'héritier du trône. À la Gorge de Helm, ses armées sont vaincues après une âpre bataille par les forces de Rohan, avec à leur tête Théoden et le maréchal de la Marche Éomer, assistés de trois des membres de la Communauté de l'Anneau venus en Rohan : Aragorn le Dúnadan, Legolas l'Elfe et Gimli le Nain ; les Orques et les hommes de Dunlande sont finalement annihilés par les Huorns. Pendant ce temps, les Ents marchent sur l'Isengard, accompagnés de Merry et Pippin, et détruisent dans leur furie les défenses de la forteresse, mettent à bas toutes les installations souterraines de Saroumane, les broyant à main nue et en noyant le tout sous les flots de la rivière Isen, qu'ils ont détournée de son lit à cette fin.
Peu après, les vainqueurs de la bataille de la Ferté-au-Cor rendent visite à Saroumane en Isengard, qui a trouvé refuge dans la tour d'Orthanc, forteresse indestructible, seule rescapée de la furie des Ents, qui le maintiennent là sous une garde vigilante. Dans un ultime effort, Saroumane, usant du grand pouvoir de persuasion que possède sa voix, tente de rallier à lui le roi Théoden du Rohan, son neveu Éomer, et enfin Gandalf ; mais le mal que Saroumane a commis est bien trop grand pour être oublié ou pardonné, et sa voix a perdu de sa force et n'abuse pas ses interlocuteurs. Toutefois, Gandalf tente à son tour de convaincre Saroumane de rejoindre leur camp, pour tenter de réparer les dommages qu'il a occasionnés et les aider à lutter contre Sauron. Mais Saroumane, dédaigneux et montrant au grand jour toute sa haine contre ceux qui sont venus le voir, refuse de se repentir et rejette avec mépris la proposition de Gandalf. Celui-ci, faisant soudainement preuve d'une grande autorité, bannit Saroumane de l'Ordre des Mages, et, d'un mot, brise son bâton de magicien, lui ôtant son pouvoir et son statut.
Bien après la prise d'Isengard par les Ents, Saroumane, apparemment vaincu et toujours étroitement surveillé, parvient à quitter la tour d'Orthanc avec son suivant Gríma « Langue-de-Serpent », ayant peut-être usé de sa voix pour faire fléchir le chef des Ents, Barbebois. Les Hobbits de la Fraternité de l'Anneau (Frodon, Sam, Merry et Pippin), revenant chez eux, retrouvent Saroumane finalement quelques semaines plus tard dans la Comté où il a, par l'intermédiaire de Lotho Bessac-Descarcelle, fait main-basse sur le pays et le dirige sous le nom de Sharcoux. De nouveau confronté à ses ennemis, Saroumane tente de poignarder Frodon mais sa lame se brise sur la cotte de mailles en mithril de l'ancien porteur de l'Anneau. Maîtrisé par les Hobbits et promis à une mort rapide, le chef déchu du Conseil Blanc est miséricordieusement épargné grâce à Frodon. Ce dernier laisse la vie sauve à Saroumane à la condition qu'il quitte immédiatement la Comté. Le magicien est finalement assassiné par son serviteur Gríma, brimé une fois de trop par son maître.

## Caractéristiques
J. R. R. Tolkien décrit Saroumane au moment des événements du Seigneur des anneaux comme ayant un « visage long et le front haut » et « des yeux noirs et profonds […]. Il avait la barbe et les cheveux blancs, mais des mouchetures de noir se voyaient encore au pourtour des lèvres et des oreilles ». Ses cheveux sont ailleurs décrits comme étant noirs au moment de son arrivée en Terre du Milieu. Appelé « Saroumane le Blanc », il est censé porter des robes blanches, mais à sa première apparition dans le roman (dans le récit de Gandalf au Conseil d'Elrond), il porte une toge « tissée de toutes les couleurs ; et s'il boug[e], elle chang[e] de teinte et chato[ie] de manière à tromper l'œil » et se nomme lui-même « Saroumane aux Multiples Couleurs » (« le Multicolore » dans la première traduction de Francis Ledoux).
Le pouvoir de la voix de Saroumane est souligné à maintes reprises dans le roman. Pour Jonathan Evans, cette caractéristique devient un « tour de force » dans le chapitre « La Voix de Saroumane ». Roger Sale (en) dit du même chapitre que « Tolkien a vaillamment essayé de faire une chose d'extraordinaire de quelque chose qu'il ne pouvait pas simplement réussir,. ». Thomas Shippey écrit que « Saruman parle comme un homme politique… Aucun autre personnage de la Terre du Milieu n'a la ruse de Saruman pour retourner les phrases à l'envoyeur de manière que les incompatibilités s'annulent et aucun n'emploie autant de mots vides de sens comme « déplorant », « ultime », et le pire de tous, « réel ». Qu'est-ce qu'un « réel changement », ? ». Shippey contraste ce discours moderne avec la rigueur archaïsante que Tolkien place dans la bouche d'autres personnages, comme le roi des Nains, Dáin, qui représente la vision de l'héroïsme selon Tolkien, calquée sur Beowulf,.
Après la défaite de ses armées, Saroumane se voit offrir le pardon par Gandalf en échange de son aide contre Sauron, mais ayant choisi son chemin, il est incapable de s'en détourner. Jonathan Evans compare Saroumane à la figure de Satan dans Le Paradis perdu de John Milton, pour son usage de la rhétorique et son refus de la rédemption finale, « vaincu par la fierté et la haine, ».

## Noms

La certh no 35, « S », utilisé comme emblème par Saroumane.

Le nom de Saruman lui fut donné par les Hommes du nord de la Terre du Milieu. Il est dérivé du terme en vieil anglais searu, qui signifie « talent » ou « ruse ». Son nom en sindarin, Curunír, possède le même sens d'« homme habile » et vient des racines curu « ruse », « habileté » et de nír, forme dérivée de dír indiquant le masculin. Son nom en quenya, avec le même sens, est Curumo. Enfin, le nom que lui ont donné ses Orques, Sharkey (Sharcoux dans la première traduction), provient sans doute du mot orque sharkû, qui, en noir parler, signifie « vieil homme », un terme « d'affection » pour eux.
Dans sa traduction du Seigneur des anneaux, Francis Ledoux a francisé l'orthographe du nom Saruman en Saroumane. La traduction de Daniel Lauzon rétablit la forme originale du nom, en accord avec les indications laissées par Tolkien.

## Création et évolution
Tolkien avait commencé à écrire Le Seigneur des anneaux depuis plusieurs années quand Saroumane est apparu comme un personnage permettant de résoudre l'une des péripéties. Son rôle et ses caractéristiques ont continué à émerger au fil de l'écriture. Tolkien avait commencé à rédiger le roman à la fin de 1937, mais il n'avait alors qu'une très vague idée de son développement ultérieur. À la différence de nombreux autres personnages du livre, Saroumane n'apparaît pas dans le conte pour enfants de 1937, Le Hobbit, ni dans son Quenta Silmarillion non encore publié ou dans les récits associés dans sa mythologie, élaborés à partir de 1917. Quand il écrivit le retard de Gandalf au rendez-vous qu'il avait fixé à Frodon Sacquet, Tolkien n'en avait pas encore imaginé la cause et il écrivit plus tard : « Plus troublant encore, Saruman ne m'avait jamais été révélé, et j'ai été tout aussi perplexe que Frodo lorsque Gandalf a manqué son rendez-vous du 22 septembre, ». Le fils de l'auteur, Christopher Tolkien, déclara que les premiers brouillons du Seigneur des anneaux ont été écrits par vagues et qu'une fois parvenu à la moitié de La Fraternité de l'anneau, J. R. R. Tolkien retravailla le début trois fois. Saroumane est d'abord apparu dans une quatrième phase d'écriture, dans un plan narratif grossier daté d'août 1940. Destiné à expliquer le retard de Gandalf, il explique comment un magicien appelé Saramond le Blanc ou le Gris (Saramond the White ou Saramond the Grey en anglais), tombé sous l'influence de Sauron, séduit Gandalf et le fait prisonnier dans son bastion. Le brouillon suggère que Saramond est aidé par le géant Barbebois, qui est alors conçu comme un ennemi. L'histoire complète de la trahison de Saroumane est par la suite ajoutée aux chapitres existants.
Plusieurs autres apparitions de Saroumane ont émergé en cours d'écriture. Christopher Tolkien croit que, au début des Deux Tours, le personnage aperçu par Aragorn, Gimli et Legolas près de la forêt de Fangorn devait être Gandalf dans les premiers projets de son père. Dans la version définitive, il s'agit de Saroumane. De même, dans les premiers brouillons du chapitre « Le Nettoyage de la Comté », Sharkey est d'abord présenté comme une brute rencontrée par les Hobbits, puis comme le patron invisible de l'homme. C'est seulement dans la deuxième version du chapitre que, selon les termes de Christopher, J. R. R. Tolkien « s'est aperçu » que Sharcoux n'était autre que Saroumane. Le nom utilisé par les acolytes de Saroumane à propos de leur chef diminué, « Sharkey », est censé provenir d'un mot orque signifiant « vieil homme », d'après une note de bas de page. La scène de la mort de Saroumane, où son corps se recroqueville et révèle soudain « de longues années de mort », n'était pas présente avant que les épreuves du roman achevé ne soient revues par Tolkien. John D. Rateliff et Jared Lobdell sont parmi ceux qui remarquent que cette mort n'est pas sans rappeler celle de la sorcière Ayesha, âgée de 2 000 ans, dans le roman de Henry Rider Haggard Elle, de 1887.

## Critique et analyse
Saroumane a été identifié par la critique à la chute d'un personnage originellement bon, en rapport avec la technologie. Tolkien écrivit que Le Seigneur des anneaux était souvent critiqué comme dépeignant des personnages soit bons soit mauvais, sans nuances de gris, ce à quoi il répondait en présentant Saroumane, Denethor ou Boromir comme exemples de personnages aux loyautés plus nuancées. Pour Marjorie Burns, Saroumane est un double moindre de Sauron, renforçant le type de personnage du Seigneur Sombre, et un double contrastant avec Gandalf, qui sous sa forme de Gandalf le Blanc devient un Saroumane tel qu'il aurait dû être, après que ce dernier a échoué. Saroumane « fut grand, d'une noble espèce sur laquelle on ne devrait pas oser lever la main, » mais il diminue au fur et à mesure du livre. Patricia Meyer Spacks dit de lui qu'il représente « l'un des principaux cas concrets [dans le roman] de l'effet destructif graduel par soumission volontaire à des desseins malfaisants, ». Paul Kocher identifie l'utilisation par Saroumane du palantír, la pierre de vision, comme la cause immédiate de sa chute, mais il suggère aussi que son étude des « arts de l'ennemi » a mené Saroumane à l'imitation de Sauron. Selon Jonathan Evans et Spacks, Saroumane succombe à l'attrait du pouvoir, tandis que Shippey identifie la dévotion de Saroumane à la connaissance, à l'organisation et au contrôle comme sa faiblesse. Tolkien écrivit que la tentation du chef des Istari, à laquelle Saroumane a succombé, est l'impatience, qui amène au désir d'obliger les autres à agir bien et ensuite à un simple désir de puissance.
Barbebois dit de Saroumane que « sa pensée est faite de métal et de rouages », le Mal dans Le Seigneur des anneaux étant souvent associé aux machines là où le Bien est plus proche de la nature. La forteresse de Saroumane en Isengard aussi bien que les changements infligés à la Comté montrent les effets négatifs de l'industrialisation. L'Isengard est renversé quand la forêt, avec les Ents, se révolte contre cela. Patrick Curry dit que Tolkien « est hostile à l'industrialisation », reliant cela au développement urbain qui eut lieu dans les West Midlands pendant l'enfance de l'auteur, dans les premières décennies du XXe siècle. Il identifie Saroumane comme l'un des exemples-clefs donnés dans le roman des effets pervers de l'industrialisation et, par extension, de l'impérialisation. Shippey note que le nom même de Saroumane rappelle cette vision de la technologie : dans le dialecte mercien vieil anglais utilisé par Tolkien pour représenter le rohirique dans le roman, la racine searu signifie « intelligent », « habile », « ingénieux » et a des liens aussi bien avec la technique qu'avec la trahison, ce qui fait écho à la représentation de Saroumane, « l'homme rusé » dans l'œuvre de Tolkien. Il associe également le communisme et la manière dont Saroumane dirige la Comté : les biens sont récupérés « pour une distribution équitable » mais ne sont jamais revus ; Shippey considère cela comme l'introduction de l'hypocrisie moderne dans la manière dont le Mal se retrouve en Terre du Milieu.
Saruman est en partie l'architecte de sa propre chute. Kocher, Randall Helms et Shippey écrivent que les actions de Saroumane dans la première moitié des Deux Tours, bien que menées en vue de ses propres intérêts, amènent en réalité sa défaite et celle de Sauron : ses Orques aident à la division de la Fraternité de l'Anneau à Parth Galen et, en capturant deux Hobbits, initient une série d'incidents qui mènera à sa ruine. En découle la libération des Rohirrim qui peuvent alors intervenir dans la bataille des Champs du Pelennor et ensuite, avec les Hommes du Gondor, attaquer le Morannon pour distraire Sauron de la progression de Frodon en Mordor pour détruire l'Anneau unique. Shippey dit que cela démontre la valeur de la résistance face au désespoir, même quand aucune solution n'est visible ; Kocher et Helms écrivent que cela participe au motif des événements providentiels et du renversement des mauvaises intentions qui traverse le roman,.
À la fin, Saroumane diminué est tué, sa gorge tranchée, et Shippey note qu'à sa mort son esprit « se résorba en néant, ». Il considère Saroumane comme le meilleur exemple de « spectre », une vision du mal propre au XXe siècle, qu'il attribue à Tolkien et dans laquelle les individus sont « « rongés à l'intérieur » par la dévotion à une abstraction, ». Faisant référence à la disparition de Saroumane, Kocher déclare qu'il s'agit d'un exemple cohérent avec le thème qui irrigue Le Seigneur des anneaux selon lequel le Mal a pour destinée le néant.

## Adaptations
Saroumane apparaît dans de nombreuses adaptations du Seigneur des anneaux. La BBC Radio produisit la première adaptation en 1956, avec Robert Farquharson dans le rôle de Saroumane, mais il n'en reste pas d'enregistrement. Tolkien avait apparemment été déçu par celle-ci.
Dans le dessin animé de Ralph Bakshi Le Seigneur des anneaux, qui correspond aux événements de La Fraternité de l'anneau et au début des Deux Tours, Saroumane est doublé par Fraser Kerr dans la version originale et par Louis Arbessier dans la version française. Il a une seule scène importante, lorsqu'il essaye de convaincre Gandalf de le rejoindre. Il apparaît aussi brièvement peu avant la bataille de la Gorge de Helm, haranguant son armée. Le personnage est vêtu de rouge et appelé tantôt « Saruman » tantôt « Aruman ». Selon Smith et Matthews, le nom du personnage aurait été changé en « Aruman » pour éviter une possible confusion avec « Sauron ». Le téléfilm animé de 1980 The Return of the King, production Rankin/Bass, commence là où s'était arrêté le film de Bakshi, mais Saroumane en est absent.
L'adaptation radiophonique du Seigneur des anneaux, réalisée par la BBC en 1981, présente un Saroumane beaucoup plus proche du roman. Smith et Matthews présentent l'interprétation de Saroumane par Peter Howell comme « brillamment ambiguë […], passant en un éclair d'une douceur melliflue à une bestialité sauvage sans que ces humeurs semblent se contredire, ». Quelques années auparavant, dans une adaptation radiophonique américaine de 1979, Saroumane avait été doublé par James Arrington qui prêtait également sa voix à Frodo Bessac.

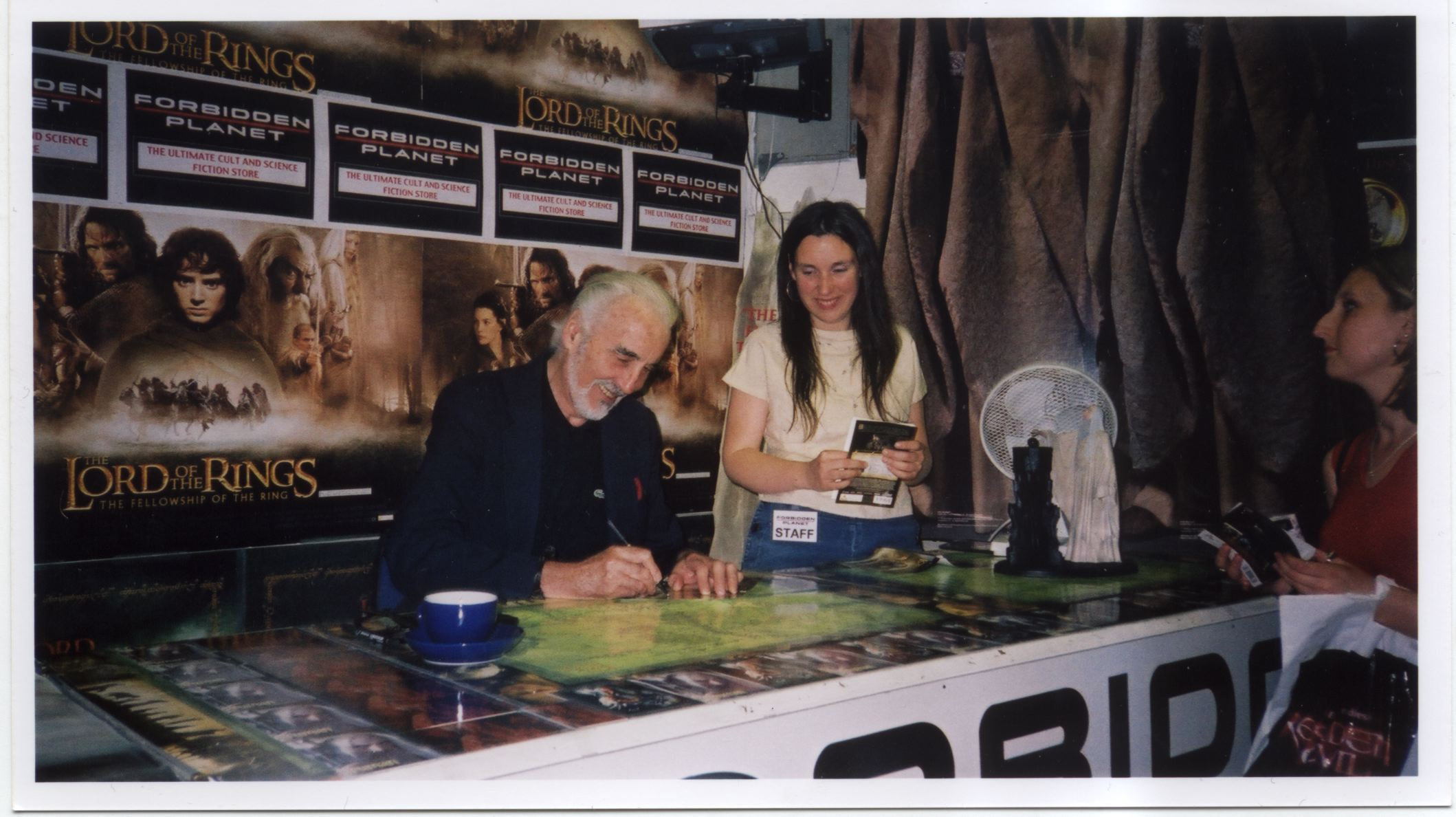
Christopher Lee en dédicace pour la promotion du film Les Deux Tours, dans lequel il incarne Saroumane.

La trilogie cinématographique de Peter Jackson (2001-2003) présente plus fréquemment Saroumane dans ses deux premiers films qu'il n'apparaît dans les livres équivalents à travers plusieurs scènes non décrites dans l'œuvre de Tolkien. Dans les films, Saroumane se range clairement au service de Sauron. Smith et Matthews estiment que le rôle de Saroumane a été écrit comme un substitut de Sauron, le principal antagoniste de l'histoire, qui n'apparaît jamais en personne dans le roman (théorie confirmée par Jackson dans les commentaires audio du DVD de La Communauté de l'anneau). Ils suggèrent également que le choix d'un acteur de renom, Christopher Lee, a pu inciter les scénaristes à donner davantage de présence à son personnage. En contraste avec ce rôle accru dans les deux premiers films, les scènes dévolues à Saroumane dans le troisième opus ont été coupées avant la sortie en salle, une décision qui a « choqué » Lee. Jackson a jugé trop décevant de montrer le destin de Saroumane directement après la bataille de Fort le Cor dans le deuxième film et le faire dans le troisième aurait constitué un retour en arrière déconcertant. Les scènes coupées s'achèvent sur la chute de Saroumane depuis le haut de la tour d'Orthanc, après qu'il a été agressé au couteau par Gríma « Langue de Serpent » et comprennent des éléments issus du chapitre « Le Nettoyage de la Comté ». Ces scènes sont incluses dans la version longue du film.
Bien que le personnage ne soit pas présent dans Le Hobbit, Peter Jackson a décidé de ramener Saroumane dans son adaptation en trois parties Le Hobbit, car il souhaitait présenter le retour de Sauron à Dol Guldur, présenté dans les appendices du Seigneur des Anneaux et qui mettait notamment en scène Saroumane. Christopher Lee reprend donc son rôle dans Le Hobbit : Un voyage inattendu et Le Hobbit : La Bataille des Cinq Armées. Mais l'acteur étant trop âgé pour supporter le voyage jusqu'en Nouvelle-Zélande, ses scènes sont filmées en studio à Londres sur fond vert.
Saroumane a aussi inspiré les dessinateurs, comme Ted Nasmith ou John Howe.